# Социал-демократическая партия Кореи
Социал-демократическая партия Кореи (СДПК, кор. 조선사회민주당) — одна из трёх официально существующих партий в КНДР (до 1981 года — Демократическая партия Кореи).
Согласно СМИ КНДР, СДПК — это демократическая политическая партия, объединяющая средних и мелких предпринимателей и торговцев, ремесленников, часть крестьян, а также христиан. Она выдвигает своим руководящим идеалом национальную социал-демократию, отвечающую историческим условиям и национальным особенностям Кореи, и считает своим основным политическим кредо самостоятельность, независимость, демократию, мир и защиту прав человека.
Численность — 30 тыс. членов (2002).
28 августа 2019 года на прошедшем в Пхеньяне пленуме ЦК Социал-демократической партии Кореи председателем ЦК партии избран Пак Ён Ир, ранее известный как заместитель председателя Комитета по делам мирного объединения родины. 29 августа 2019 года на состоявшейся в Мансудэском дворце съездов II сессии Верховного народного собрания КНДР 14-го созыва Пак Ён Ир был избран заместителем председателя Президиума ВНС. 
Кореевед А. Н. Ланьков отмечает, что на сегодняшний день СДПК полностью подконтрольна ТПК.

## История

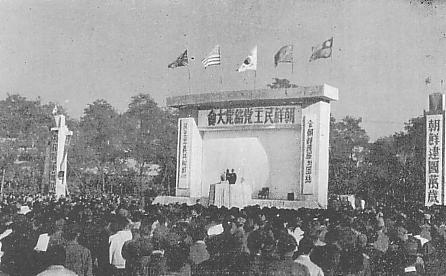
Учредительный съезд Демократической партии Кореи

Создана 3 ноября 1945 года известным лидером националистического движения Чо Ман Сиком как Демократическая партия. Заместителем Чо Ман Сика в партии был Чхве Ён Гон — бывший ученик Чо Ман Сика и, в то же время, соратник Ким Ир Сена и заметный участник партизанского движения в Маньчжурии. Во главе секретариата оказался бывший партизан-коммунист Ким Чхэк. На протяжении первых двух месяцев Демократическая партия была практически единственной заметной политической силой на севере Кореи.
После ареста Чо Ман Сика в начале 1946 года в связи с его несогласием поддержать результаты Московского совещания конца декабря 1945 года, многие его сторонники вышли из партии. 24 февраля 1946 года в Пхеньяне открылся I съезд Демократической партии. На нём Чо Ман Сик был объявлен «реакционером», «американским и японским агентом», а все деятели из его окружения, ещё остававшиеся в руководстве партии, были лишены постов. Когда в феврале 1947 г. было сформировано Народное собрание Северной Кореи, то из 9 членов президиума 2 формально принадлежало к Демократической партии.
С 13 по 15 апреля 1947 г. состоялся II съезд ДПК.
В 1948 году прошла продолжавшаяся примерно полгода чистка рядов партии, в ходе которой из неё были удалены «реакционные элементы». В партии были введены партийные билеты, установлена строгая иерархия комитетов. Официально закреплены были новые порядки в декабре 1948 года решениями III съезда Демократической партии, который также принял новую партийную программу и устав.
В ходе ужесточения политического режима КНДР в 1958 году руководство партии подверглось арестам.

## Председатели ЦК СДПК
| № | Имя          | Фото     | В должности            | В должности      | Примечания |
| № | Имя          | Фото     | Вступление в должность | Отставка         | Примечания |
| - | ------------ | -------- | ---------------------- | ---------------- | ---------- |
| 1 | Чо Ман Сик   |          | 3 ноября 1945          | 5 января 1946    |            |
| 2 | Чхве Ён Гон  |          | 5 января 1946          | Февраль 1956     |            |
| 3 | Хон Ги Хван  |          | Февраль 1956           | Ноябрь 1958      |            |
| 4 | Кан Рян Ук   |          | Ноябрь 1958            | 9 января 1983    |            |
| — | вакантно     | вакантно | 9 января 1983          | 17 апреля 1989   |            |
| 5 | Ли Ге Бэк    |          | 17 апреля 1989         | Июль 1993        |            |
| 6 | Ким Бён Сик  |          | Июль 1993              | Ноябрь 1993      |            |
| 7 | Ким Ён Дэ    |          | Август 1998            | 28 августа 2017  |            |
| 8 | Пак Ён Ир    |          | 28 августа 2017        | 18 сентября 2022 |            |
| — | вакантно     | вакантно | 18 сентября 2022       | 19 января 2023   |            |
| 9 | Ким Хо Чхоль |          | 19 января 2023         | в должности      |            |

## Идеология
Теоретически партия придерживается социал-демократии, а также соответствующими историческими условиями и национальным особенностями КНДР, ее основным политическим девизом является «независимость, суверенитет, демократия, мир и защита прав человека».
Постепенно партия отдаляется от этой идеологии в пользу чучхе, официальной идеологии КНДР. Партия являлась частью Демократического фронта для воссоединения Родины, вместе с двумя другими политическими партиями в КНДР, до его роспуска в 2024 году.